# Can Carles (Palafrugell)
Can Carles és una obra de Palafrugell (Baix Empordà) protegida com a Bé Cultural d'Interès Local.

## Descripció
Gran casal que centrava la finca d'en Carles, de planta baixa i dos pisos, amb tres eixos d'obertures. La façana principal dona a tramuntana i la del migdia dona a l'horta i jardí, que ha quedat reduït respecte de l'original, ja que bona part ha estat urbanitzat. La porta, al centre de la planta baixa i el balcó damunt d'aquesta tenen marcs de pedra, amb dovelles i carreus figurats. Davant la façana de migdia trobem un cos avançat en planta baix a i a sobre una terrassa. El centre té un passadís amb volta de pedra apuntada.
Les obertures amb marc de pedra de les dues primeres plantes de la façana sud i les de la planta baixa de la façana nord semblen correspondre a un mas d'època moderna que posteriorment fou ampliat per a obtenir el gran casal actual del segle xix, com denoten les finestres de les plantes superiors. A banda i banda de l'edifici principal hi ha cossos més baixos.
El parament està arrebossat i pintat de blanc.
En ser venuda la casa pels volts de 1970 fou convertida en restaurant. Aleshores s'hi col·locà una finestra del segle xvi procedent d'una casa del nucli antic de Sant Joan de Palamós. En aquesta mateixa època, en fer unes obres en el jardí es descobriren sepultures que probablement dataven del segle xvii.